# Blake Edwards
Blake Edwards (Tulsa, Oklahoma, Estats Units, 26 de juliol de 1922 - Santa Monica, 15 de desembre de 2010) fou un director de cinema, guionista i  productor estatunidenc.

## Biografia
Fill de Patricia Walker i de Jack McEdwards, assistent de direcció, que al seu torn era fill del director J. Gordon Edwards. La seva germana és l'actriu Jennifer Edwards.
Abans de dedicar-se a la direcció, Edwards va treballar a la ràdio i a Hollywood com a actor, guionista i productor des de començaments dels anys 40. Així, en la seva faceta d'intèrpret, va aparèixer breument en pel·lícules com Ten Gentlemen from West Point (1942) o A Guy Named Joe (1943). Com a guionista i productor va debutar amb Panhandle (1948), un western de baix pressupost dirigit per Lesley Selander. Com a escriptor de guions va compartir amb assiduïtat la seva feina amb el director Richard Quine. Tots dos s'alimentarien recíprocament en el seu art cinematogràfic.
La seva primera tasca com a director va ser en l'emissió televisiva Four Star Playhouse (1952), sèrie per a la qual va dirigir i va escriure diversos episodis. Els seus primers llargmetratges foren al costat de Richard Quine. Més tard i en la dècada dels 50, Edwards dirigiria títols com He Laughed Last (1956), Mister Cory (1957), drama amb Tony Curtis i Martha Hyeres on va coincidir per primera vegada amb el genial compositor Henry Mancini, This Happy Feeling (1958), amb Debbie Reynolds, The Perfect Furlough (1958), amb la parella Tony Curtis i Janet Leigh, i Operation Petticoat (1959), comèdia bèl·lica protagonitzada per Cary Grant i de nou Tony Curtis, un dels intèrprets més habituals d'Edwards en els inicis de la seva carrera.
Per a la pantalla petita Blake va dirigir episodis de Peter Gunn (1958) i de Mr Lucky (1959). Els anys 60 el confirmarien com un dels principals mestres de la comèdia nord-americana del període. Després de High Time (1960), film protagonitzat per Bing Crosby, va estrenar Esmorzar amb diamants (1961), reeixida adaptació del famós llibre de Truman Capote amb el protagonisme de Audrey Hepburn i George Peppard.
La primera meitat d'aquest decenni fou el moment més destacat de la seva carrera. Va filmar títols com Xantatge a una dona (1962), thriller amb Lee Remick i Glenn Ford o Dies de vi i roses (1962), un dels acostaments a l'alcoholisme més afortunats en la història del cinema en el qual tornava a utilitzar a l'actriu Lee Remick, en aquesta ocasió acompanyada per Jack Lemmon. Però la pel·lícula més popular de Blake Edwards va ser La Pantera Rosa (1963), protagonitzada per David Niven, Peter Sellers, Robert Wagner, Claudia Cardinale i Capucine. La partitura de Mancini i la pantera rosa de dibuixos animats apareguda en els títols de crèdit van aconseguir una repercussió extrema que va comportar la creació d'una famosa sèrie de televisió de dibuixos animats. Sellers i el seu personatge Clouseau serien els protagonistes absoluts d'una sèrie continuada de títols.
Al marge d'aquesta sèrie de films, Blake Edwards va dirigir als 60 pel·lícules com The Great Race (1965), amb Tony Curtis, Natalie Wood i Jack Lemmon, Què vas fer a la guerra, papa? (1966), amb James Coburn, Gunn (1967), o La festa (1968), comèdia amb el protagonisme de Peter Sellers a la pell d'un actor hindú.
El 1969 Blake Edwards va contraure matrimoni amb l'actriu Julie Andrews, amb qui va tenir el fill Geoffrey i les filles Amy Lee i Joanna. També va adoptar a Emma, la filla de Tony Walton. Julie, a partir del seu casament, es convertiria en la protagonista de gairebé totes les seves pel·lícules.
En els anys 70 i al marge dels títols corresponents de la Pantera Rosa Edwards va estrenar el musical Darling Lili (1969), Dos homes contra l'oest (1971), western amb William Holden i Ryan O'Neal, Diagnòstic: assassinat (1972), pel·lícula d'intriga basada en una novel·la de Michael Crichton, The Tamarind Seed (1974), amb Julie Andrews i Omar Sharif, i 10, la dona perfecta (1979), una de les seves pel·lícules més conegudes que tornava a comptar amb el protagonisme d'Andrews, acompanyada per Dudley Moore i la sex symbol del moment, Bo Derek.
Els anys 80 foren els anys menys inspirats amb títols com S.O.B. (1981), Víctor, Victòria (1982), pel·lícula per la qual va aconseguir la seva única nominació a l'Oscar en la categoria de millor guionista, L'home que estimava les dones (1983), amb Burt Reynolds, Micki i Maude (1984), Embolica que fa fort (1986), Així és la vida (1986), Cita a cegues (1987), Sunset (1988) i Skin Deep (1989).
Una rossa molt dubtosa (1991), amb el protagonisme d'Ellen Barkin, i el darrer lliurament tant de la pantera rosa com de la seva carrera, amb l'italià Roberto Benigni en el paper principal, són les seves últimes pel·lícules com a director cinematogràfic. L'any 2004 Blake Edwards, que també tenia la Legió d'Honor de França, va ser guardonat amb un Oscar honorífic.
Edwards va morir als 88 anys en un centre de Santa Monica per les complicacions derivades d'una pneumònia.

## Filmografia
- La meva germana Eileen (1955) amb Richard Quine
- Bring Your Smile Along (1955)
- He Laughed Last (1956)
- Mister Cory (1957)
- This Happy Feeling (1958)
- Operation Petticoat (1959)
- High Time (1960)
- Esmorzar amb diamants (1961)
- Xantatge a una dona (1962)
- Dies de vi i roses (1962)
- La Pantera Rosa (1963)
- El nou cas de l'inspector Clouseau (1964)
- La gran cursa (The Great Race) (1965)
- Què vas fer a la guerra, papa? (1966)
- Gunn (1967)
- La festa (1968)
- Darling Lili (1969)
- Dos homes contra l'oest (1971)
- Diagnòstic: assassinat (1972)
- The Tamarind Seed (1974)
- La Pantera Rosa torna (1975)
- La Pantera Rosa torna a atacar (1976)
- La venjança de la Pantera Rosa (1978)
- 10, la dona perfecta (1979)
- S.O.B. (1981)
- Darrere la pista de la Pantera Rosa (1982)
- Víctor, Victòria (1982)
- La maledicció de la Pantera Rosa (1983)
- L'home que estimava les dones (1983)
- Micki i Maude (1984)
- Embolica que fa fort (1986)
- Així és la vida (1986)
- Cita a cegues (1987)
- Sunset (1988)
- Skin Deep (1989)
- Una rossa molt dubtosa (Switch) (1991)
- Julie (sèrie de televisió) (1992)
- El fill de la Pantera Rosa (1993)